# Championnats du monde de triathlon 2003
Les Championnats du monde de triathlon 2003 présentent les résultats des championnats mondiaux de Triathlon en 2003 organisés par la fédération internationale de triathlon.
Ces 15e championnats se sont déroulés à Queenstown en Nouvelle-Zélande le 6 décembre 2003.

## Résultats

### Élite

#### Hommes
| Rang   | Athlète           | Nationalité      | Natation    | T1 | Vélo            | T2 | Course à pied | Temps           |
| ------ | ----------------- | ---------------- | ----------- | -- | --------------- | -- | ------------- | --------------- |
| Or     | Peter Robertson   | Australie        | 17 min 56 s | ?  | 1:h02 min 34 s  | ?  | 33 min 44 s   | 1 h 54 min 13 s |
| Argent | Ivan Rana         | Espagne          | 17 min 47 s | ?  | 1 h 04 min 42 s | ?  | 32 min 08 s   | 1 h 54 min 37 s |
| Bronze | Olivier Marceau   | Suisse           | 18 min 22 s | ?  | 1 h 02 min 12 s | ?  | 34 min 19 s   | 1 h 54 min 52 s |
| 4      | Bevan Docherty    | Nouvelle-Zélande | 17 min 56 s | ?  | 1 min 04 s:32   | ?  | 32 min 38 s   | 1 h 55 min 06 s |
| 5      | Hamish Carter     | Nouvelle-Zélande | 17 min 46 s | ?  | 1 h 04 min 42 s | ?  | 32 min 49 s   | 1 h 55 min 16 s |
| 6      | Craig Watson      | Nouvelle-Zélande | 17 min 59 s | ?  | 1 h 04 min 37 s | ?  | 33 min 04 s   | 1 h 55 min 39 s |
| 7      | Sven Riederer     | Suisse           | 17 min 55 s | ?  | 1 h 04 min 34 s | ?  | 33 min 12 s   | 1 h 55 min 39 s |
| 8      | Frédéric Belaubre | France           | 17 min 51 s | ?  | 1 h 04 min 42 s | ?  | 33 min 07 s   | 1 h 55 min 39 s |
| 9      | Courtney Atkinson | Australie        | 17 min 43 s | ?  | 1 h 04 min 49 s | ?  | 33 min 19 s   | 1 h 55 min 51 s |
| 10     | Bryce Quirk       | Australie        | 17 min 48 s | ?  | 1 h 04 min 43 s | ?  | 33 min 47 s   | 1 h 56 min 17 s |

#### Femmes
| Rang   | Athlète           | Nationalité | Natation    | T1 | Vélo            | T2 | Course à pied | Temps           |
| ------ | ----------------- | ----------- | ----------- | -- | --------------- | -- | ------------- | --------------- |
| Or     | Emma Snowsill     | Australie   | 19 min 19 s | ?  | 1 h 11 min 19 s | ?  | 36 min 01 s   | 2 h 06 min 40 s |
| Argent | Laura Bennett     | États-Unis  | 19 min 12 s | ?  | 1 h 11 min 20 s | ?  | 37 min 32 s   | 2 h 08 min 03 s |
| Bronze | Michellie Jones   | Australie   | 19 min 27 s | ?  | 1 h 11 min 11 s | ?  | 37 min 27 s   | 2 h 08 min 05 s |
| 4      | Barbara Lindquist | États-Unis  | 18 min 24 s | ?  | 1 h 12 min 09 s | ?  | 37 min 37 s   | 2 h 08 min 08 s |
| 5      | Joelle Franzmann  | Allemagne   | 19 min 17 s | ?  | 1 h 11 min 19 s | ?  | 38 min 05 s   | 2 h 08 min 40 s |
| 6      | Andrea Whitcombe  | Royaume-Uni | 20 min 11 s | ?  | 1 h 12 min 11 s | ?  | 36 min 58 s   | 2 h 09 min 17 s |
| 7      | Nadia Cortassa    | Italie      | 20 min 14 s | ?  | 1 h 12 min 06 s | ?  | 37 min 06 s   | 2 h 09 min 26 s |
| 8      | Ana Burgos        | Espagne     | 20 min 18 s | ?  | 1 h 12 min 03 s | ?  | 37 min 12 s   | 2 h 09 min 35 s |
| 9      | Mariana Ohata     | Brésil      | 20 min 03 s | ?  | 1 h 12 min 14 s | ?  | 37 min 30 s   | 2 h 09 min 47 s |
| 10     | Natasha Filliol   | Canada      | 20 min 51 s | ?  | 1 h 11 min 22 s | ?  | 37 min 40 s   | 2 h 09 min 54 s |

### Moins de 23 ans

#### Hommes
| Rang   | Athlète            | Nationalité      | Natation    | T1 | Vélo            | T2 | Course à pied | Temps           |
| ------ | ------------------ | ---------------- | ----------- | -- | --------------- | -- | ------------- | --------------- |
| Or     | Javier Gómez       | Espagne          | 18 min 38 s | ?  | 1 h 06 min 56 s | ?  | 33 min 32 s   | 1 h 59 min 06 s |
| Argent | Nick Hornman       | Australie        | 18 min 48 s | ?  | 1 h 06 min 38 s | ?  | 34 min 07 s   | 1 h 59 min 33 s |
| Bronze | Steffen Justus     | Allemagne        | 18 min 36 s | ?  | 1 h 06 min 49 s | ?  | 34 min 15 s   | 1 h 59 min 40 s |
| 4      | Sebastian Dehmer   | Allemagne        | 18 min 54 s | ?  | 1 h 07 min 30 s | ?  | 33 min 35 s   | 1 h 59 min 59 s |
| 5      | Graham O'Grady     | Nouvelle-Zélande | 18 min 41 s | ?  | 1 h 06 min 45 s | ?  | 34 min 35 s   | 2 h 00 min 01 s |
| 6      | Alan Moran         | Australie        | 18 min 41 s | ?  | 1 h 06 min 41 s | ?  | 34 min 54 s   | 2 h 00 min 22 s |
| 7      | Mathias Hecht      | Suisse           | 18 min 41 s | ?  | 1 h 06 min 46 s | ?  | 35 min 05 s   | 2 h 00 min 34 s |
| 8      | Tyler Butterfield  | Bermudes         | 20 min 33 s | ?  | 1 h 06 min 10 s | ?  | 34 min 06 s   | 2 h 00 min 48 s |
| 9      | Luke McKenzie      | Australie        | 18 min 41 s | ?  | 1 h 06 min 41 s | ?  | 35 min 27 s   | 2 h 00 min 53 s |
| 10     | Ramon Ejeda Medina | Espagne          | 18 min 41 s | ?  | ?               | ?  | 34 min 39 s   | 2 h 01 min 06 s |

#### Femmes
| Rang   | Athlète          | Nationalité | Natation    | T1 | Vélo            | T2 | Course à pied | Temps           |
| ------ | ---------------- | ----------- | ----------- | -- | --------------- | -- | ------------- | --------------- |
| Or     | Nikki Egyed      | Australie   | 20 min 26 s | ?  | 1 h 12 min 07 s | ?  | 38 min 34 s   | 2 h 11 min 06 s |
| Argent | Mirinda Carfrae  | Australie   | 20 min 43 s | ?  | 1 h 12 min 54 s | ?  | 38 min 16 s   | 2 h 11 min 53 s |
| Bronze | Zuriñe Rodriguez | Espagne     | 20 min 31 s | ?  | 1 h 13 min 52 s | ?  | 38 min 09 s   | 2 h 12 min 32 s |
| 4      | Lauren Groves    | Canada      | 20 min 30 s | ?  | 1 h 13 min 20 s | ?  | 39 min 17 s   | 2 h 13 min 07 s |
| 5      | Tara Ross        | Canada      | 19 min 17 s | ?  | 1 h 14 min 24 s | ?  | 40 min 03 s   | 2 h 13 min 42 s |
| 6      | Annabel Luxford  | Australie   | 19 min 05 s | ?  | 1 h 13 min 25 s | ?  | 41 min 24 s   | 2 h 13 min 55 s |
| 7      | Eri Nakagawa     | Japon       | 20 min 20 s | ?  | 1 h 13 min 21 s | ?  | 40 min 25 s   | 2 h 14 min 06 s |
| 8      | Junko Yashiro    | Japon       | 20 min 31 s | ?  | 1 h 13 min 13 s | ?  | 41 min 26 s   | 2 h 15 min 12 s |
| 9      | Mateja Šimic     | Slovénie    | 20 min 22 s | ?  | 1 h 13 min 18 s | ?  | 41 min 43 s   | 2 h 15 min 24 s |
| 10     | Ricarda Lisk     | Allemagne   | 19 min 23 s | ?  | 1 h 14 min 24 s | ?  | 42 min 22 s   | 2 h 16 min 08 s |

### Junior

#### Hommes
| Rang   | Athlète                | Nationalité      | Natation   | T1 | Vélo        | T2 | Course à pied | Temps           |
| ------ | ---------------------- | ---------------- | ---------- | -- | ----------- | -- | ------------- | --------------- |
| Or     | Terenzo Bozzone        | Nouvelle-Zélande | 9 min 21 s | ?  | 34 min 50 s | ?  | 17 min 23 s   | 1 h 01 min 35 s |
| Argent | David Hauss            | France           | 9 min 31 s | ?  | 34 min 48 s | ?  | 17 min 21 s   | 1 h 01 min 39 s |
| Bronze | Valentin Meshcheryakov | Russie           | 9 min 17 s | ?  | 35 min 05 s | ?  | 17 min 18 s   | 1 h 01 min 41 s |
| 4      | Laurent Vidal          | France           | 9 min 33 s | ?  | 34 min 39 s | ?  | 17 min 35 s   | 1 h 01 min 50 s |
| 5      | Peter Croes            | Belgique         | 9 min 33 s | ?  | 34 min 57 s | ?  | 17 min 19 s   | 1 h 01 min 50 s |
| 6      | Leonardo Saucedo       | Mexique          | 9 min 28 s | ?  | 34 min 54 s | ?  | 17 min 45 s   | 1 h 02 min 07 s |
| 7      | William Clarke         | Royaume-Uni      | 9 min 25 s | ?  | 34 min 52 s | ?  | 18 min 00 s   | 1 h 02 min 18 s |
| 8      | Luke Hoetjes           | Nouvelle-Zélande | 9 min 33 s | ?  | 34 min 41 s | ?  | 18 min 03 s   | 1 h 02 min 19 s |
| 9      | Ákos Vanek             | Hongrie          | 9 min 21 s | ?  | 34 min 56 s | ?  | 18 min 15 s   | 1 h 02 min 32 s |
| 10     | Tim MacKiewicz         | Australie        | 9 min 17 s | ?  | 35 min 02 s | ?  | 18 min 27 s   | 1 h 02 min 45 s |

#### Femmes
| Rang   | Athlète           | Nationalité    | Natation    | T1 | Vélo        | T2 | Course à pied | Temps           |
| ------ | ----------------- | -------------- | ----------- | -- | ----------- | -- | ------------- | --------------- |
| Or     | Felicity Abram    | Australie      | 10 min 18 s | ?  | 38 min 01 s | ?  | 18 min 30 s   | 1 h 06 min 49 s |
| Argent | Maxine Seear      | Australie      | 9 min 44 s  | ?  | 38 min 37 s | ?  | 18 min 44 s   | 1 h 07 min 05 s |
| Bronze | Vanessa Fernandes | Portugal       | 9 min 45 s  | ?  | 38 min 09 s | ?  | 19 min 30 s   | 1 h 07 min 24 s |
| 4      | Melanie Sexton    | Australie      | 9 min 51 s  | ?  | 38 min 29 s | ?  | 19 min 56 s   | 1 h 08 min 15 s |
| 5      | Helen Jenkins     | Royaume-Uni    | 9 min 44 s  | ?  | 39 min 09 s | ?  | 20 min 31 s   | 1 h 09 min 25 s |
| 6      | Daniela Ryf       | Suisse         | 10 min 19 s | ?  | 38 min 16 s | ?  | 20 min 57 s   | 1 h 09 min 32 s |
| 7      | Mari Rabie        | Afrique du Sud | 9 min 47 s  | ?  | 38 min 37 s | ?  | 21 min 19 s   | 1 h 09 min 42 s |
| 8      | Camille Cierpik   | France         | 9 min 59 s  | ?  | 38 min 54 s | ?  | 21 min 23 s   | 1 h 10 min 15 s |
| 9      | Judit Gyenesei    | Hongrie        | 9 min 49 s  | ?  | 39 min 09 s | ?  | 21 min 27 s   | 1 h 10 min 25 s |
| 10     | Lisa Nordén       | Suède          | 10 min 38 s | ?  | 38 min 53 s | ?  | 21 min 06 s   | 1 h 10 min 37 s |

## Tableau des médailles
| Rang  | Nation           | Or | Argent | Bronze | Total |
| ----- | ---------------- | -- | ------ | ------ | ----- |
| 1     | Australie        | 4  | 3      | 1      | 8     |
| 2     | Espagne          | 1  | 1      | 1      | 3     |
| 3     | Nouvelle-Zélande | 1  | 0      | 0      | 1     |
| 4     | États-Unis       | 0  | 1      | 0      | 1     |
| -     | France           | 0  | 1      | 0      | 1     |
| 6     | Allemagne        | 0  | 0      | 1      | 1     |
| -     | Portugal         | 0  | 0      | 1      | 1     |
| -     | Russie           | 0  | 0      | 1      | 1     |
| -     | Suisse           | 0  | 0      | 1      | 1     |
| Total | Total            | 6  | 6      | 6      | 18    |